# Exocora
Exocora Millidge, 1991 è un genere di ragni appartenente alla famiglia Linyphiidae.

## Distribuzione
Le due specie oggi note di questo genere sono state rinvenute in America meridionale: Venezuela e Bolivia.

## Tassonomia
Dal 1991 non sono stati esaminati esemplari di questo genere.
A dicembre 2012, si compone di due specie:
- Exocora pallida Millidge, 1991 — Venezuela
- Exocora proba Millidge, 1991[3] — Bolivia